# Коллекция Ильина
Коллекция Ильина — одна из самых больших частных коллекций произведений искусства и старинных книг на территории СССР; возможно, одна из самых больших частных коллекций в Европе. Найдена в 1993 году в доме электрика кировоградских РЭС Александра Борисовича Ильина (1920—1993) после его смерти. Происхождение коллекции неизвестно, как и то, каким образом уникальные экземпляры коллекции оказались у Ильина; на этот счёт существуют только версии, подтвердить либо опровергнуть которые не представляется возможным.

## История обнаружения
22 октября 1993 года в Кировограде скончался электрик РЭС Александр Ильин, который был известен в узких кругах советских коллекционеров и музейных работников как умелый реставратор предметов старины и переплётчик. Вскоре после его смерти в местном магазине «Букинист» появились в продаже ценные издания редких книг. След быстро привёл к родственникам Ильина, которые жили в доме коллекционера после его смерти. В доме бывшего электрика работниками Службы безопасности Украины была обнаружена большая коллекция икон, картин, посуды, статуэток и других предметов старины. Но основной частью коллекции были старинные и редкие книги. В январе 1994 года в местной прессе появились первые заметки о найденной коллекции, причём в интервью «Кировоградской правде» (№ 4 1994 г.) начальник управления МВД Кировограда Ю. П. Тимчишин сообщил: «Есть подозрения, что часть коллекции уже продана за пределы государства». Некоторые журналисты, писавшие об этом случае, сообщали об оказываемом на них давлении с целью замолчать факт обнаружения коллекции и об общей атмосфере скрытности, возникшей в этой ситуации.
Александр Ильин не был женат, у него не было детей, что во многом объясняет недостаток информации о его коллекции. В молодости он окончил торфяной институт в Москве. В 1946—1960 годах работал реставратором в Киево-Печерской лавре, платой за работу брал книги из библиотеки Лавры. После закрытия библиотеки приехал в Кировоград, из Лавры привёз с собой два контейнера книг и церковной утвари. Затем стал работать электриком, ездил по деревням, брал за работу иконы, предметы религиозной утвари, книги. По свидетельствам, «хмурый и нелюдимый человек жил бедно, недоедал, ходил в рабочей одежде и старых кирзовых сапогах».
Бывший заведующий отделом редких изданий и ценных документов Кировоградской областной универсальной научной библиотеки им. Чижевского Александр Чуднов, лично знавший Ильина, рассказывал:

Я узнал о его смерти уже после похорон, а спустя несколько месяцев ко мне в библиотеку пришёл юрисконсульт Кировоградской обладминистрации и сказал: «Нужно что-то делать, ведь некоторые книги из коллекции Ильина уже продают в магазине „Букинист“». И я обратился за помощью к властям. Не мог же я позволить, чтобы такая коллекция «ушла» из города, да и вообще из Украины. Тогда и стали происходить страшные вещи: мне звонили и угрожали.— Факты, 25 октября 2002

## Размер коллекции
Несмотря на то, что Александр Ильин общался с многими коллекционерами и музейными работниками СССР, никто не имел представления о размерах его коллекции. На настоящий момент в открытых источниках фигурирует оценка примерно в три-четыре тысячи единиц предметной части коллекции. Относительно книжной части оценка размера коллекции значительно разнится, так как в открытых источниках нет никаких документов, называющих точное количество книг: чаще всего можно найти достаточно расплывчатую формулировку «Несколько десятков тысяч единиц». Разные источники называют цифру от пяти до семидесяти тысяч томов. Директор областного краеведческого музея г. Кировограда Павел Босых, участник комиссии по описи и оценке коллекции, говорил:

В результате я даже не помню, сколько понадобилось грузовиков — то ли пятнадцать, то ли двадцать, — чтобы вывезти коллекцию.
— «Украина-Центр», 08 июня 2006

## Оценка стоимости коллекции
Точная оценка стоимости коллекции Ильина затруднена ввиду того, что для оценки большого количества экземпляров коллекции необходимо приглашение зарубежных экспертов, либо вывоз экземпляров коллекции за границу. Кроме того, в открытых источниках отсутствует полный перечень предметов и книг, найденных у Александра Ильина. Однако не подлежит сомнению то, что в денежном выражении коллекция оценивается весьма высоко. Например, одна только книга «Византийские эмали» оценивается приблизительно в сто тысяч долларов, а четырёхтомник «Царская Охота» оценивается приблизительно в двести тысяч долларов. Некоторые источники утверждают, что общая оценка стоимости коллекции исчисляется миллиардами долларов.
В то же время существуют мнения, что стоимость коллекции завышается средствами массовой информации. Например, Мирослава Егурнова, ведущий хранитель отдела фондов Кировоградского областного краеведческого музея (там на настоящий момент хранится предметная часть коллекции) говорила:

Что касается цены, то её назвать затруднительно, музей не производит оценки экспонатов. Цифры чуть не в миллиард долларов, которые приводятся в газетах, взяты, что называется, «с потолка». Конечно, коллекция Ильина уникальна, но её научная ценность может быть даже больше её стоимости потребительской.— Газета по-киевски, 5 марта 2008
Относительно ценности уникальных книг, найденных у Ильина, Павел Босых, участник комиссии по описи и оценке коллекции говорил:

Это имеет ценность для нас, но не для Запада. Скажем, Гуттенберг там более интересен, нежели первопечатник Иван Фёдоров. То же относится ко множеству наших музейных экспонатов. Поэтому коллекция Ильина представляет интерес в первую очередь для Кировограда. И в определённой степени коллекция Ильина представляет определённый региональный интерес для России. Вот, пожалуй, и всё. Раритеты Ильина не имеют того уровня, чтобы заинтересовать западного коллекционера.— Украина-Центр, 08 июня 2006
То же мнение, комментируя коллекцию Ильина, высказал специалист по русским изданиям Библиотеки Конгресса США Херри Лич:

Для таких книг рынок невелик. Но я бы не преуменьшал культурную ценность собрания. Обнаружение частной коллекции подобного масштаба это важное историческое и культурное событие — благодаря изменчивости истории таких коллекций не так уж и много.— Los Angeles Times, 28 марта 1994

## Национализация коллекции
После обнаружения коллекции специальным распоряжением Кировоградской областной государственной администрации была создана научно-консультативная комиссия для оценки и решения судьбы коллекции Ильина. В отчёте руководителю Национальной комиссии по вопросу возвращения исторических ценностей на Украину при кабинете министров Украины А. К. Федоруку руководитель комиссии В. М. Репало отметил, что Ильин не оставил завещания, а его коллекция не зарегистрирована согласно положениям закона 1978 года «Об охране и использовании памятников истории и культуры». Таким образом, было создано правовое поле для полной конфискации коллекции Ильина и передачи его в государственную собственность. 19 июля 1994 года специальным распоряжением представителя президента Украины в Кировограде М. О. Сухомлина коллекция Ильина была передана: предметная часть коллекции — фондам Кировоградского областного краеведческого музея, книжная часть коллекции — фондам Кировоградской областной библиотеки имени Чижевского.

## Хищения из коллекции
С самого начала после обнаружения коллекции в средствах массовой информации сообщалось, что коллекция далеко не в полном объёме перешла в государственную собственность. Официально это опровергалось. Однако в сентябре 2001 года, после нескольких публикаций в местной прессе, было официально заявлено, что из Кировоградской областной библиотеки имени Чижевского пропало 43 книги из коллекции Ильина. В частности, были украдены «Устав Морской» и «Устав Воинский» Петра Первого, малоформатная Тора конца XVIII века, сборник гравюр Уильяма Хогарта, переписка Екатерины II с Вольтером, Библия Вольфа с рисунками Гюстава Доре. Пропавшие книги до настоящего момента не найдены. Местные коллекционеры прямо обвиняли в хищениях сотрудников городских музеев.
Евгений Савченко, председатель Кировоградского общества коллекционеров:

Я бывал в доме Ильина. Условий для хранения коллекции там не было. А в музее? Бывшие директора и работники этот музей разворовывали, как могли. Где есть площади, чтобы разместить собранное Ильиным? Разговор должен идти о многих сотнях квадратных метров. Потому может и Киев захотеть взять часть коллекции. Уж если коллекция изъята, то пусть находится в Кировограде. Кроме того, почему племянники Ильина отстранены от составления описи её? Почему ни один человек из городского клуба коллекционеров не попал в эту комиссию? Некоторые из нас наощупь могут отличить подделку от подлинника, раритет от ширпотреба. Зачем нужна эта таинственность при описывании вывезенного, эта кулуарность?— «Украина-Центр», №7 1994

## Состав коллекции
Среди прочих других экземпляров в коллекции Александра Ильина были:
- книга «Византийские эмали», изданная в 1892 году тиражом 200 экземпляров. Себестоимость книги составляла 12 тыс. серебряных рублей;
- четырёхтомник «Великокняжеская, царская и императорская охота на Руси», иллюстрированный выдающимися русскими художниками;
- полное собрание «першодруков» Ивана Фёдорова, многие из которых считались утраченными;
- «Морской Устав» и «Воинский Устав» Петра I, изданы в 1720 году тиражом в 50 экземпляров;
- сборник гравюр английского художника Уильяма Хогарта;
- Острожская Библия XVI в.;
- Евангелие Мстиславца 1575 года издания;
- рукописи А. С. Пушкина, Н. В. Гоголя;
- столовые приборы работы Фаберже;
- серебряная кружка работы И. Равича, принадлежавшая, предположительно, Петру I;
- Евангелие царицы Елизаветы, подаренное городу Елисаветграду в честь учреждения крепости;
- большое количество изданий Киево-Печерской Лавры ХVІІ — ХVІІІ столетий;
- Библия 1580 года Ивана Фёдорова;
- Библия Вольфа с рисунками Гюстава Доре;
- икона Богоматерь Одигитрия конца XVI в.;
- часть библиотеки из родового имения Михалковых в Петровском;
- экземпляр первого издания «Кобзаря» Тараса Шевченко (подлинность экземпляра не установлена);
- прижизненные раритетные издания Х. К. Андерсена;
- немецкое издания Флавия «Иудейские древности» 1590 года;
- «Арифметика» Магницкого 1703 года;
- Триодь цветная с надписью о дарении книги в Кирилловский монастырь Петром Могилой в 1632 году;
- рукописное Евангелие конца XIV в.;
- рукопись комедии Грибоедова «Горе от ума»;
- рукопись поэмы Лермонтова «Демон»;
- первый сборник по истории первых российских медалей «Слава России или собрание медалей дел Петра Великого и ещё некоторые» 1770 года.

## Версии происхождения коллекции
Существовало три версии происхождения коллекции. Ни одна из них не может полностью объяснить происхождение настолько большой и разнородной коллекции. По первой версии, Александр Ильин, по матери относящийся к старинному дворянскому роду Римских-Корсаковых, получил часть коллекции от родителей. Вторая версия предполагает криминальное происхождение ценностей, хотя нет никаких свидетельств о принадлежности Ильина к уголовному миру. Третья версия предполагает сотрудничество Александра Ильина с КГБ — предположительно, Александр Ильин собирал и хранил дорогостоящие экземпляры своей коллекции по указанию органов госбезопасности. Никаких документальных подтверждений ни одна из этих версий не имеет. Но эксперты склоняются к мнению, что коллекция настолько велика, что одному человеку с материальной и физической точки зрения было бы крайне сложно, даже практически невозможно собрать такое большое количество предметов в одном месте, тем более в советское время, когда не существовало открытых, легальных возможностей покупать и транспортировать подобные ценности.
Вадим Орленко, кировоградский коллекционер, знакомый Ильина:

И сотой доли того, что у него было, он не мог приобрести в Кировограде.— Документальный фильм «Проклятие коллекции Ильина» канал СТБ, 2009 г.

## Коллекция Ильина в кино
В 2011 году в Москве, Кировограде, Одессе и Праге был снят телесериал «Синдром дракона», в котором авторы сценария, Вадим Мурованый и Юрий Смирнов и режиссёр Николай Хомерики, рассказали своё видение происхождения и судьбы коллекции Александра Ильина. В сериале коллекция была нелегально собрана несколькими советскими партийными и государственными деятелями и сотрудниками КГБ и скрыта в Кировограде, а Ильин (в фильме — Нелин и Авдеев) является лишь её смотрителем (небольшая часть коллекции ранее принадлежала его семье).